# Vendemmiaio

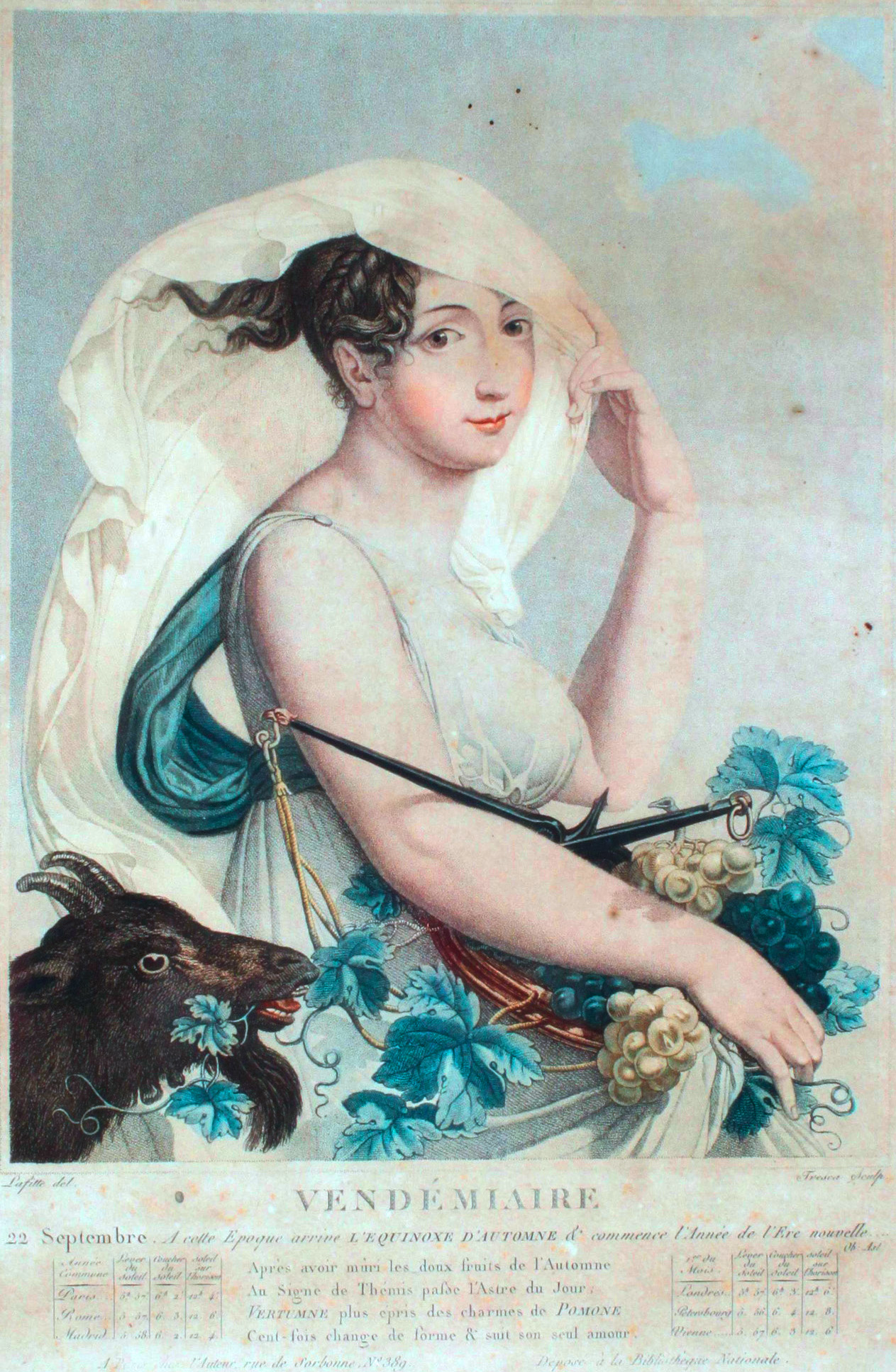
Louis Lafitte: Allegoria di Vendemmiaio

Il mese di vendemmiaio (anche vendemmiale o vendemmiatore; in francese: vendémiaire) era il primo mese del calendario rivoluzionario francese e corrispondeva (a seconda dell'anno) al periodo compreso tra il 22/24 settembre e il 21/23 ottobre nel calendario gregoriano. Era il primo dei mois d'automne (mesi d'autunno); seguiva i giorni Sanculottidi e precedeva il mese di brumaio
Il mese di vendemmiaio deve la sua etimologia a:
(Fabre d'Églantine)
 secondo i termini del rapporto presentato alla Convenzione nazionale il 3 brumaio anno II (24 ottobre 1793) da Fabre d'Églantine, in nome della "commissione incaricata della stesura del calendario".

## Tabella dei nomi dei giorni
Come tutti i mesi del calendario repubblicano francese, il mese di vendemmiaio era composto da 30 giorni e suddiviso in tre decadi. Ogni giorno aveva un nome proprio, tratto dal nome di una pianta, tranne il quinto (quintidì) e decimo (decadì) giorno di ogni decade, che avevano rispettivamente il nome di un animale e quello di un oggetto per l'agricoltura.
|          | Prima decade | Prima decade          | Seconda decade | Seconda decade                 | Terza decade | Terza decade           |
| Primidì  | 1.           | Raisin (Uva)          | 11.            | Pomme de terre (Patata)        | 21.          | Chanvre (Canapa)       |
| Duodì    | 2.           | Safran (Zafferano)    | 12.            | Immortelle (Perpetuino)        | 22.          | Pêche (Pesca)          |
| Tridì    | 3.           | Châtaigne (Castagna)  | 13.            | Potiron (Zucca)                | 23.          | Navet (Rapa)           |
| Quartidì | 4.           | Colchique (Colchico)  | 14.            | Réséda (Reseda)                | 24.          | Amaryllis (Amarillide) |
| Quintidì | 5.           | Cheval (Cavallo)      | 15.            | Âne (Asino)                    | 25.          | Bœuf (Bue)             |
| Sestidì  | 6.           | Balsamine (Balsamina) | 16.            | Belle de nuit (Bella di notte) | 26.          | Aubergine (Melanzana)  |
| Settidì  | 7.           | Carotte (Carota)      | 17.            | Citrouille (Zucca)             | 27.          | Piment (Peperoncino)   |
| Ottidì   | 8.           | Amaranthe (Amaranto)  | 18.            | Sarrasin (Grano saraceno)      | 28.          | Tomate (Pomodoro)      |
| Nonidì   | 9.           | Panais (Pastinaca)    | 19.            | Tournesol (Girasole)           | 29.          | Orge (Orzo)            |
| Decadì   | 10.          | Cuve (Tino)           | 20.            | Pressoir (Torchio)             | 30.          | Tonneau (Botte)        |

## Tabella di conversione
| I. | II. | III. | V. | VI. | VII. |

| settembre | 1792 | 1793 | 1794 | 1796 | 1797 | 1798 | ottobre |

| I. | II. | III. | V. | VI. | VII. |

| settembre | 1792 | 1793 | 1794 | 1796 | 1797 | 1798 | ottobre |

| IV. | VIII. | IX. | X. | XI. | XIII. | XIV. |

| settembre | 1795 | 1799 | 1800 | 1801 | 1802 | 1804 | 1805 | ottobre |

| IV. | VIII. | IX. | X. | XI. | XIII. | XIV. |

| settembre | 1795 | 1799 | 1800 | 1801 | 1802 | 1804 | 1805 | ottobre |

| XII. |

| settembre | 1803 | ottobre |

| XII. |

| settembre | 1803 | ottobre |